# Holocephalus cristatus
Holocephalus cristatus är en skalbaggsart som beskrevs av Gillet 1907. Holocephalus cristatus ingår i släktet Holocephalus och familjen bladhorningar. Inga underarter finns listade i Catalogue of Life.